# Centroleninae
Famille
Les Centroleninae sont une sous-famille d'amphibiens de la famille des Centrolenidae. 

## Répartition
Les espèces des neuf genres de cette sous-famille se rencontrent en Amérique centrale et en Amérique du Sud.

## Liste des genres
Selon Amphibian Species of the World (22 mai 2013) :
- Centrolene Jiménez de la Espada, 1872
- Chimerella Guayasamin, Castroviejo-Fisher, Trueb, Ayarzagüena, Rada & Vilà, 2009
- Cochranella Taylor, 1951
- Espadarana Guayasamin, Castroviejo-Fisher, Trueb, Ayarzagüena, Rada & Vilà, 2009
- Nymphargus Cisneros-Heredia & McDiarmid, 2007
- Rulyrana Guayasamin, Castroviejo-Fisher, Trueb, Ayarzagüena, Rada & Vilà, 2009
- Sachatamia Guayasamin, Castroviejo-Fisher, Trueb, Ayarzagüena, Rada & Vilà, 2009
- Teratohyla Taylor, 1951
- Vitreorana Guayasamin, Castroviejo-Fisher, Trueb, Ayarzagüena, Rada & Vilà, 2009
- Incertae Sedis
  - "Centrolene" acanthidiocephalum (Ruiz-Carranza & Lynch, 1989)
  - "Centrolene" azulae (Flores & McDiarmid, 1989)
  - "Centrolene" guanacarum Ruiz-Carranza & Lynch, 1995
  - "Centrolene" medemi (Cochran & Goin, 1970)
  - "Centrolene" petrophilum Ruiz-Carranza & Lynch, 1991
  - "Centrolene" quindianum Ruiz-Carranza & Lynch, 1995
  - "Centrolene" robledoi Ruiz-Carranza & Lynch, 1995
  - "Cochranella" balionota (Duellman, 1981)
  - "Cochranella" duidaeana (Ayarzagüena, 1992)
  - "Cochranella" euhystrix (Cadle & McDiarmid, 1990)
  - "Cochranella" geijskesi (Goin, 1966)
  - "Cochranella" megista (Rivero, 1985)
  - "Cochranella" ramirezi Ruiz-Carranza & Lynch, 1991
  - "Cochranella" riveroi (Ayarzagüena, 1992)
  - "Cochranella" xanthocheridia Ruiz-Carranza & Lynch, 1995

## Publication originale
- Taylor, 1951 : Two new genera and a new family of tropical American frogs. Proceedings of the Biological Society of Washington, vol. 64, p. 33-40 (texte intégral).